# Symphorichthys spilurus
Genre
Espèce
Symphorichthys spilurus ou Vivaneau voilier est une espèce de poissons de la famille des Lutjanidae, la seule du genre Symphorichthys (monotypique). On le voit au-dessus des zones sablonneuses des récifs coralliens dans le Pacifique Ouest, du sud du Japon à la Nouvelle-Calédonie.

## Description
Le vivaneau voilier mesure jusqu'à 50 cm. 
Il mange des poissons, des mollusques et des crustacés.

## Notes et références

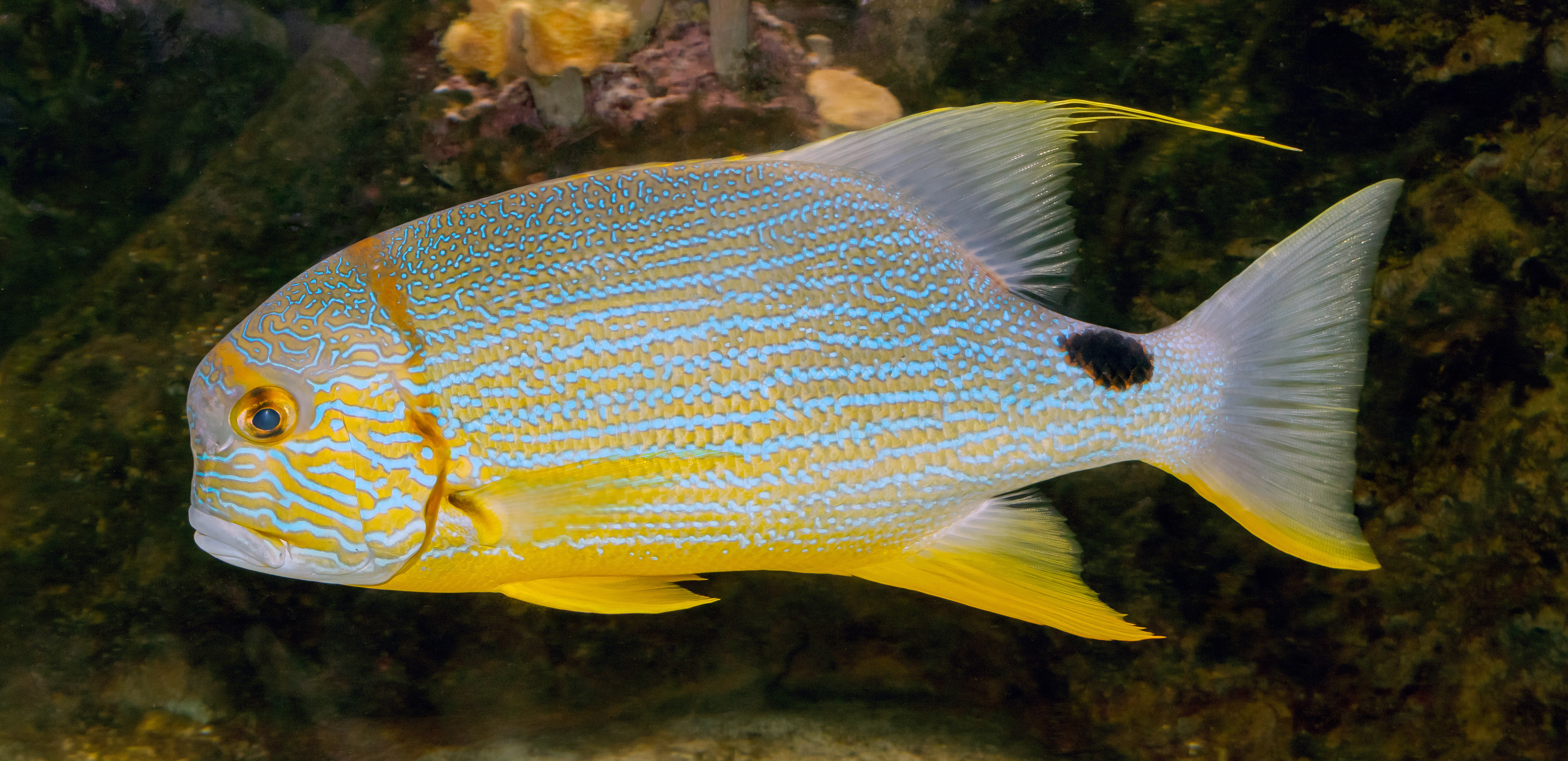
Symphorichthys spilurus à Wilhelma, un jardin-zoo Stuttgart. Juillet 2022.